# Schloss Alterlaa

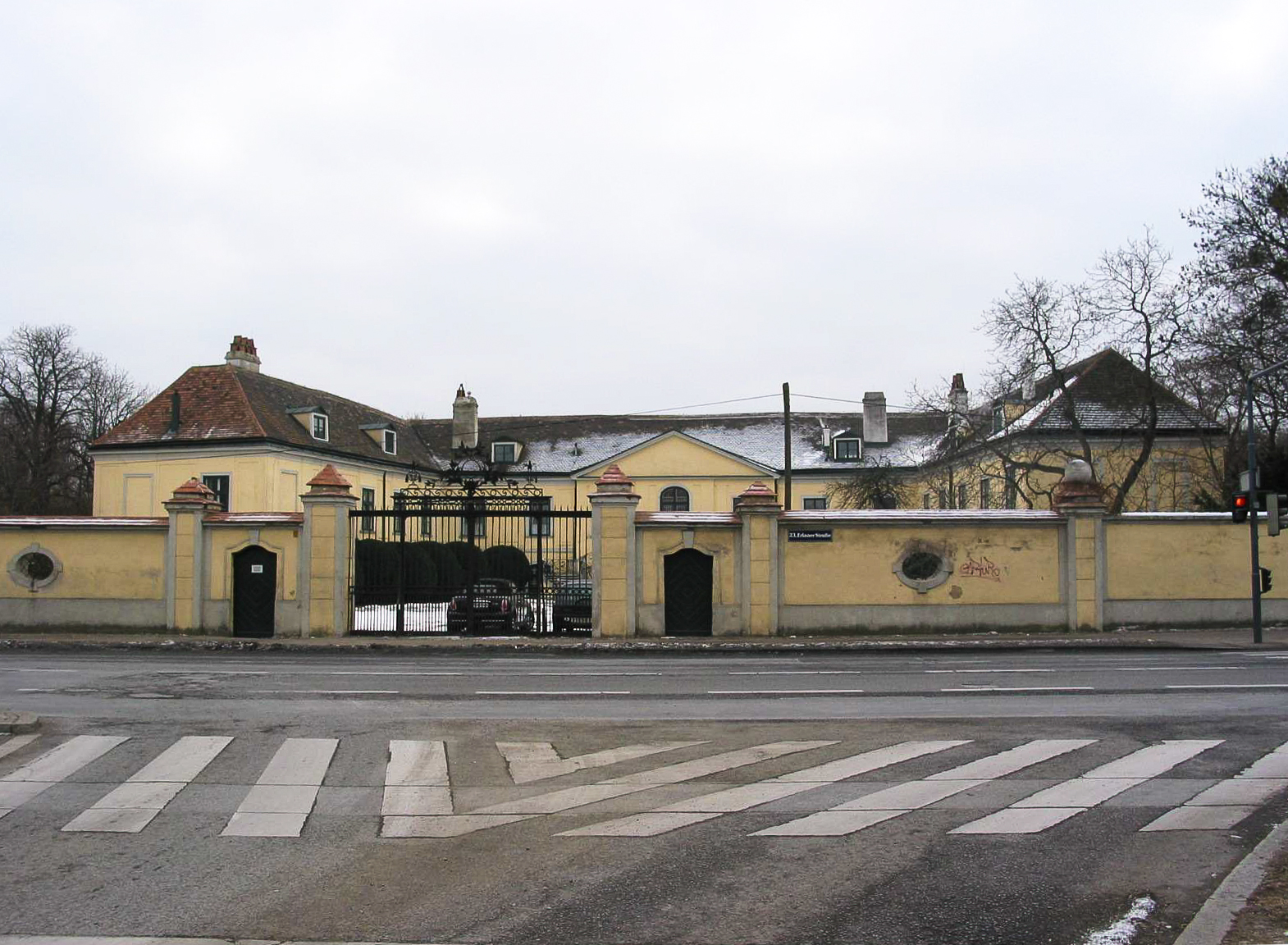
Schloss Alterlaa, Straßenfront (2006)

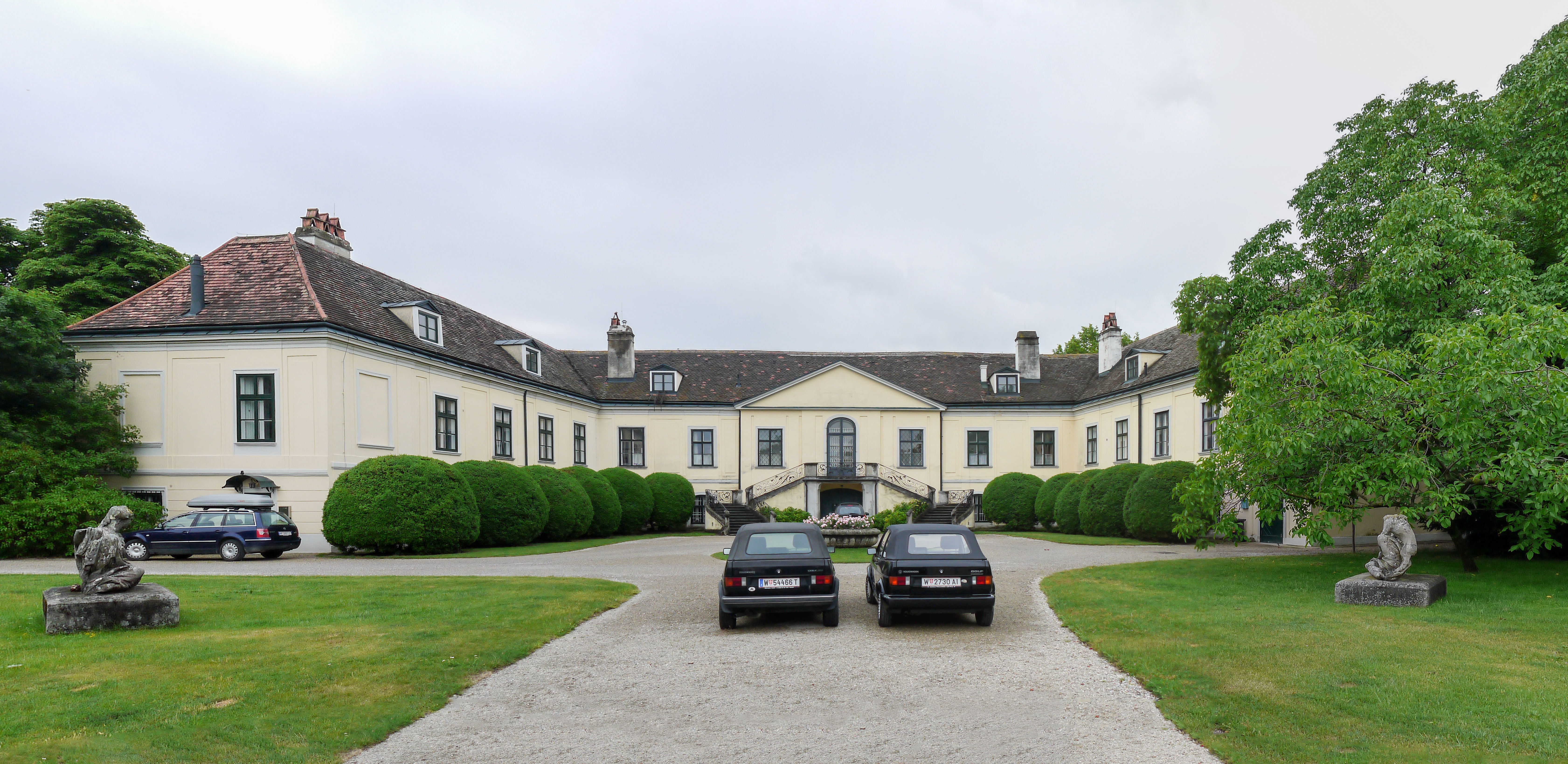
Schloss Alterlaa

Das Schloss Alterlaa, auch Schloss Erlaa, ist ein Schloss im 23. Wiener Gemeindebezirk Liesing.

## Geschichte

Schloss Erlaa (um 1900)

Der Herrschaftssitz Erlaa wurde 1244 erstmals urkundlich erwähnt. Wie auf einem Stich von Georg Matthäus Vischer aus dem Jahr 1672 ersichtlich, war die Anlage im 17. Jahrhundert bereits zu einem großen vierflügeligen Schloss ausgebaut. Die Schlosskapelle wurde 1726 durch den Wiener Erzbischof Sigismund von Kollonitz geweiht. Zu dieser Zeit war Alterlaa im Besitz der Grafen von Seillern. 1765 erwarb Georg Adam von Starhemberg das Schloss. Von 1766 bis 1770 wurde es vermutlich nach Plänen des Hofarchitekten Nikolaus Pacassi im spätbarock-klassizistischen Stil umgebaut. Unter Georg Adam von Starhemberg erfolgte auch die Anlage des Schlossparks. 1805 und 1809 waren die Truppen Napoléon Bonapartes einquartiert.
Jerome Bonaparte, König von Westphalen, Kaiser Napoleons jüngster Bruder verlor nach der Völkerschlacht bei Leipzig sein Königreich Westphalen und erhielt in Österreich Asyl. Er erwarb über seinen Kammerherrn Baron Linden vom Fürsten Starhemberg das Schloss Alt-Erlaa. 1817 zog er mit großem Gefolge ein. Auf Betreiben Metternichs, dem Erlaa zu nahe bei Schönbrunn lag, musste er jedoch nach wenigen Jahren sein neues Domizil wieder aufgeben und nach Schönau ziehen, das er vom Freiherrn Peter von Braun im Tausch gegen Erlaa erworben hatte. Braun ließ den barocken Park in einen englischen Landschaftsgarten mit Kaskaden, Tempeln und künstlichen Ruinen umwandeln, der bald zu einer Sehenswürdigkeit im Umfeld von Wien wurde.
Im Jahre 1848 waren die Truppen von Joseph Jelačić von Bužim im Schloss einquartiert. In einem Teil des Schlosses befand sich nach 1880 ein Privatspital für arme Kranke. Im letzten Viertel des 19. Jahrhunderts war die Liegenschaft Eigentum von Herzog (Anton Günther Friedrich) Elimar von Oldenburg (1844–1895) (Sohn von August I. Großherzog von Oldenburg), von dem sie (nach dessen im Schloss erfolgten Ableben) an die Witwe (morganatisch) Freiin Nathalie Vogel von Friesenhof und Brogyan (1854–1937) ging.
1918 kam das Schloss Alterlaa an den Gutsbesitzer Johannes Brenner Freiherr von Felsach (1884–1970), aus der Adelsfamilie Brenner von Felsach, dessen Nachfahren noch heute die Eigentümer des Schlosses sind. 1919/20 erfolgte ein weiterer Umbau, im Zuge dessen der Vordertrakt und die Schlosskapelle demoliert und unter anderem der Ehrenhof und die Mauer an der Frontseite angelegt wurden.

## Lage und Architektur

### Hauptgebäude

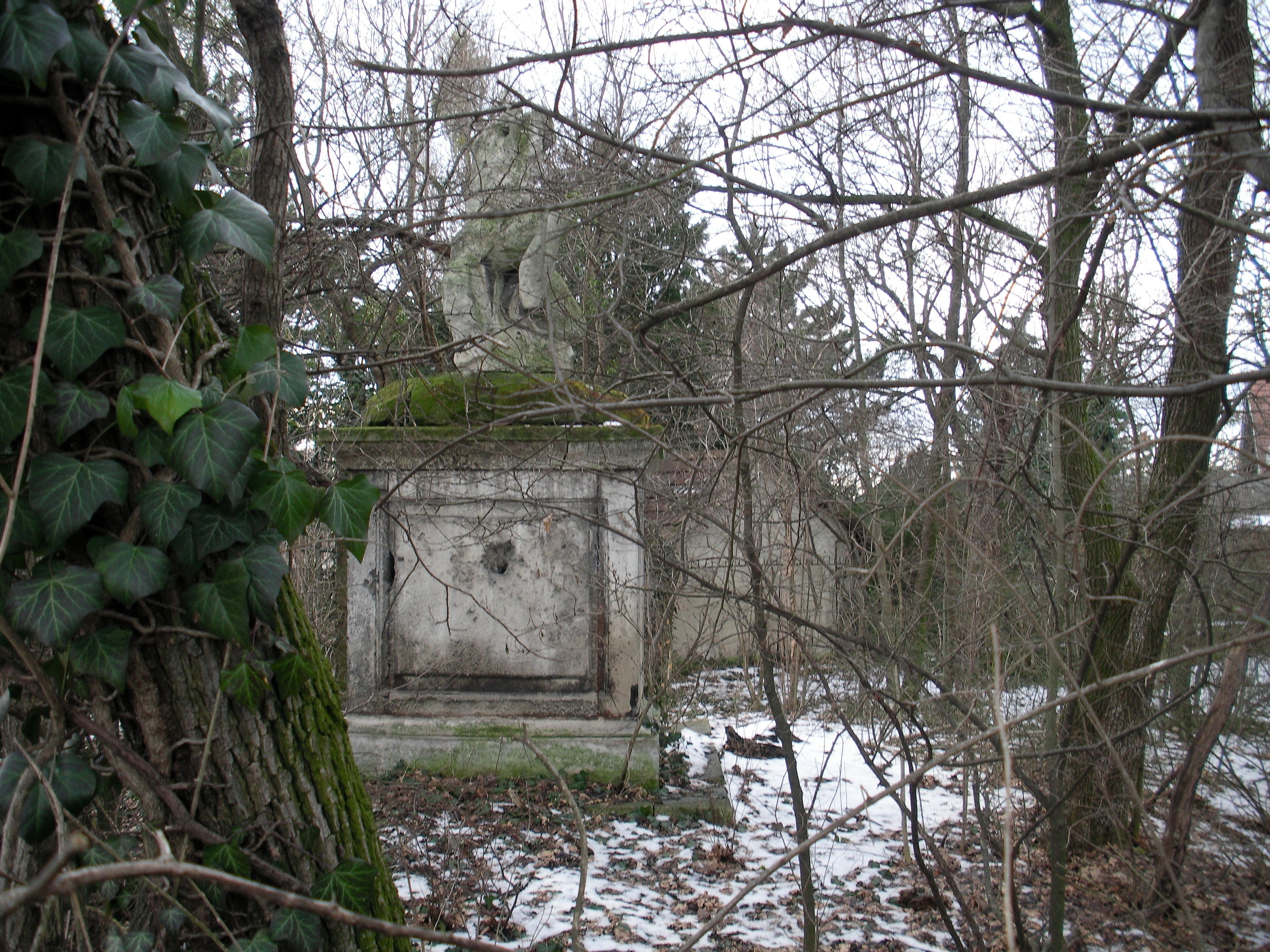
Vergessenes Denkmal

Das Schloss befindet sich an der Erlaaer Straße 54 zwischen dem alten Ortskern des heutigen Bezirksteils Erlaa und dem in den 1970er und 1980er Jahren erbauten Wohnpark Alt-Erlaa. Zum Schloss führt eine in Richtung des kaiserlichen Schlosses Schönbrunn ausgerichtete und unter Naturschutz stehende Kastanien-Allee, die heutige Gregorygasse. Das zweigeschoßige Hauptgebäude besitzt ein hohes Walmdach und zwei um einen Ehrenhof gruppierte Seitenflügel. Am Mitteltrakt befindet sich sowohl auf der dem Ehrenhof als auch auf der dem Schlosspark zugewandten Seite eine Freitreppe. Im Erdgeschoß sind Kreuzgratgewölbe aus der Wende vom 16. zum 17. Jahrhundert erhalten. Die Holzvertäfelungen in einigen Räumen des Obergeschoßes stammen aus der Zeit um 1770 und weisen Rocaille-Schnitzereien auf.

### Schlosspark
Der weitläufige Erlaaer Schlosspark schließt im Süden an das Hauptgebäude an. Er geht auf einen um 1770 angelegten englischen Landschaftsgarten zurück, der trotz einer Umgestaltung im 19. Jahrhundert in seiner Grundstruktur erhalten ist und zu den ältesten Parkanlagen dieser Art in Wien zählt. Im Park befinden sich künstlich angelegte Wasserläufe mit stufenförmigen Wasserfällen (Kaskaden) und einer Grotte. Eine künstliche Ruine, ein Rundtempel, mehrere Steinbänke und Reste von Brücken gehen ebenfalls auf das 18. Jahrhundert zurück.
Auf der Rückseite bei der Kugelmanngasse befindet sich gleich hinterm Zaun ein „vergessenes Denkmal“. Der Name Kugelmanngasse wurde abgeleitet von einer ehemaligen steinernen Statue des Atlas, der die Himmelskugel trug und daher volkstümlich „Kugelmann“ genannt wurde. Wenn man das vergessene Denkmal genau betrachtet, erkennt man eine Figur mit nach oben gerichteten Händen – ein großer Atlas mit der Weltkugel, wie Primo Calvi 1901 schrieb.